# جيمس ريدهاوس
السير جيمس وليم ريدهاوس (بالإنجليزية: James Redhouse)‏ (1811 - 1892 م) هو مستشرق بريطاني.

## ترجمته
ولد بنواحي لندن، وتخرج من مستشفى كريست. اختير رساما لدى الحكومة العثمانية عام 1826 م ومرة أخرة في العام 1838 م، ثم ألحق بالبحرية العثمانية سنة 1840 م. عُين مترجما في وزارة الخارجية البريطانية سنة 1854 م.

## آثاره
من آثاره:
- يوميات جلالة شاه إيران ناصر الدين شاه، وهي تسجيل رحلته إلى أوربة سنة 1873 م (لندن، 1874 م).
- معجم تركي - إنكليزي (لندن، 1890 م والطبعة الثانية استانبول، 1921 م).[1]